# Община (Англия)
Община (англ. civil parish, букв. «административный приход») — составляет самый низший уровень административного деления Англии. По данным на декабрь 2009 года, в Англии существовало 10 473 общины, причём их число постепенно увеличивается.
На общины поделена значительная часть районов и унитарных образований Англии. Тем не менее общины охватывают при этом лишь 35 % населения. Дело в том, что бо́льшая часть городов (где сосредоточено большинство населения Англии) не имеет общинного деления. В частности ни одной общины нет в Большом Лондоне, хотя с 2008 года такая возможность официально существует.
По решению общинного совета община может именоваться town (город), village (деревня), neighbourhood (округа, квартал) или community (община). Кроме того, несколько общин имеют статус большого города (city, или сити), дарованный королём Великобритании.

## История

### Разделение на церковные приходы и общины
Общины сложились на основе системы изначальных церковных приходов в течение XIX века. Согласно Поправке 1866 года к Закону о бедных (англ. Poor Law Amendment Act 1866), все территории, которые взыскивали отдельный налог (внеприходские районы, тауншипы и территории вокруг часовен), становились также гражданскими общинами. В конце XIX века большая часть несуразностей в границах между приходами была устранена — в частности, были ликвидированы практически все эксклавы.

### Реформы
Общины в современном понимании были вновь организованы Законом о местном управлении в 1894 году (англ. Local Government Act 1894). В нём отменялись приходские советы (англ. vestries) и учреждались выборные общинные советы во всех сельских общинах с количеством избирателей более 300. Эти общины были объединены в сельские районы. Границы общин были подогнаны таким образом, чтобы по ним не проходила граница между графствами. Городские общины также продолжали существовать и в основном совпадали с городскими районами. В тех случаях, когда крупные города располагались на территории нескольких общин, последние были объединены в одну. Впрочем, общинные советы в городских общинах сформированы не были, а их функции сводились в основном к выбору смотрителей Союзом попечения о бедных (англ. Poor Law Union). С отменой этой системы в 1930 году городские общины стали чисто номинальными.
В 1965 году общины были упразднены в Лондоне в связи с созданием Большого Лондона, поскольку в административной системе последнего не предусматривалось никаких органов местного управления ниже городских районов (боро). В 1974 году, согласно Закону о местном управлении 1972 года (англ. Local Government Act 1972), общины были сохранены в сельской местности, а также в небольших городах, однако в крупных городах они упразднялись. Многие упразднённые городские районы стали новыми общинами, но более крупные городские районы, которые показались слишком большими для одной общины, были вовсе исключены из системы общинного деления и стали внеобщинными территориями (англ. unparished area). Согласно этому закону, появилась также возможность деления районов — как сельских, так и городских (кроме районов Лондона), на несколько общин. Например, Оксфорд, бывший полностью внеобщинным в 1974 году, сейчас включает 4 общины, покрывающие часть его территории.

### Возрождение
Позднее стало поощряться создание городских и общинных советов на внеобщинных территориях. Благодаря Закону о местном управлении и налогообложении 1997 года (англ. Local Government and Rating Act 1997) была создана процедура, которая даёт местными жителям право требовать создания новых общин и их советов на внеобщинных территориях. Законом о местном управлении и участии общественности в здравоохранении 2007 года (англ. Local Government and Public Involvement in Health Act 2007) это право было затем распространено на районы Лондона. Лондонский сити после этого остаётся единственной частью Англии, где общины не могут быть образованы.

## Управление
В каждой общине проводится общинное собрание, в котором участвуют все избиратели данной общины. Обычно такое собрание проводится раз в год. Кроме того, в общине может быть образован общинный совет (англ. parish council), на который возлагается некоторые обязанности. Обычно считается, что если в общине менее 200 избирателей, то она слишком мала, чтобы иметь собственный общинный совет, и ей достаточно общинного собрания. Другим вариантом является создание одного общинного совета для нескольких маленьких общин, или даже одного общинного собрания. В тех местах, где общин нет, обязанности, обычно возлагаемые на общинные советы или собрания, берут на себя районные советы.

### Статус и стили (Status and styles)
Община может получить «сити», который даруется Британским монархом. В настоящее время в Англии восемь общин имеют статус сити, все с давно существующими англиканскими кафедральными соборами: Чичестер, Или, Херефорд, Личфилд, Рипон, Солсбери, Труро и Уэлс.
Совет общины, которая не объединилась в группу с другими общинами, может в одностороннем порядке принять решение о присвоении общине статуса города (town). Общинный совет в таком случае становится городским советом (town council). В настоящее время около 400 общин имеют статус города.